# Distrikt Uranmarca
Der Distrikt Uranmarca liegt in der Provinz Chincheros in der Region Apurímac in Zentral-Peru. Der Distrikt wurde am 19. November 1985 gegründet. Die Distrikt umfasst eine Fläche von 147 km². Beim Zensus 2017 wurden 2820 Einwohner gezählt. Im Jahr 1993 lag die Einwohnerzahl bei 2575, im Jahr 2007 bei 3040. Die Distriktverwaltung befindet sich in der auf einer Höhe von 3100 m gelegenen Ortschaft Uranmarca mit 774 Einwohnern (Stand 2017). Uranmarca liegt 18 km südsüdöstlich der Provinzhauptstadt Chincheros. Weitere größere Orte sind Tancayllo (304 Einwohner), Pariabamba (275 Einwohner) und Moyoccpampa (219 Einwohner).

## Geographische Lage
Der Distrikt Uranmarca liegt im Andenhochland im Süden der Provinz Chincheros am rechten östlichen Flussufer des nach Norden strömenden Río Pampas. Der Río Huancaray, ein rechter Nebenfluss des Río Pampas, fließt entlang der südlichen Distriktgrenze nach Westen. 
Der Distrikt Uranmarca grenzt im Westen an den Distrikt Saurama (Provinz Vilcas Huamán), im Nordwesten an den Distrikt Cocharcas, im Norden an den Distrikt Anco Huallo, im Nordosten an den Distrikt Ranracancha, im Osten an den Distrikt Santa María de Chicmo sowie im Süden an den Distrikt San Antonio de Cachi (die letzten beiden Distrikte liegen in der Provinz Andahuaylas).